# Kazushige Kirihata
Kazushige Kirihata (桐畑 和繁, Kirihata Kazushige, Kofu, 30 juni 1987) is een Japans voetballer die als doelman speelt bij Kashiwa Reysol.

## Clubcarrière
Kirihata begon zijn carrière in 2006 bij Kashiwa Reysol. Met deze club werd hij in 2011 kampioen van Japan.

## Interlandcarrière
Kirihata speelde met het nationale elftal voor spelers onder de 20 jaar op het WK –20 van 2007 in Canada.